# Saint-Julien (Côte-d’Or)
Saint-Julien [sɛ̃ ʒyljɛ̃] ist eine französische Gemeinde mit 1.749 Einwohnern (Stand 1. Januar 2022) im Département Côte-d’Or in der Region Bourgogne-Franche-Comté. Sie gehört zum Arrondissement Dijon und zum Kanton Fontaine-lès-Dijon.

## Bevölkerungsentwicklung
| Jahr                       | 1962 | 1968 | 1975 | 1982 | 1990 | 1999 | 2008 | 2012 | 2019 |
| Einwohner                  | 450  | 519  | 731  | 1124 | 1121 | 1018 | 1396 | 1466 | 1500 |
| Quellen: Cassini und INSEE |      |      |      |      |      |      |      |      |      |

## Gemeindepartnerschaften
- Sankt Julian, Rheinland-Pfalz, Deutschland